# Manhattan (Montana)
Pour les articles homonymes, voir Manhattan (homonymie).

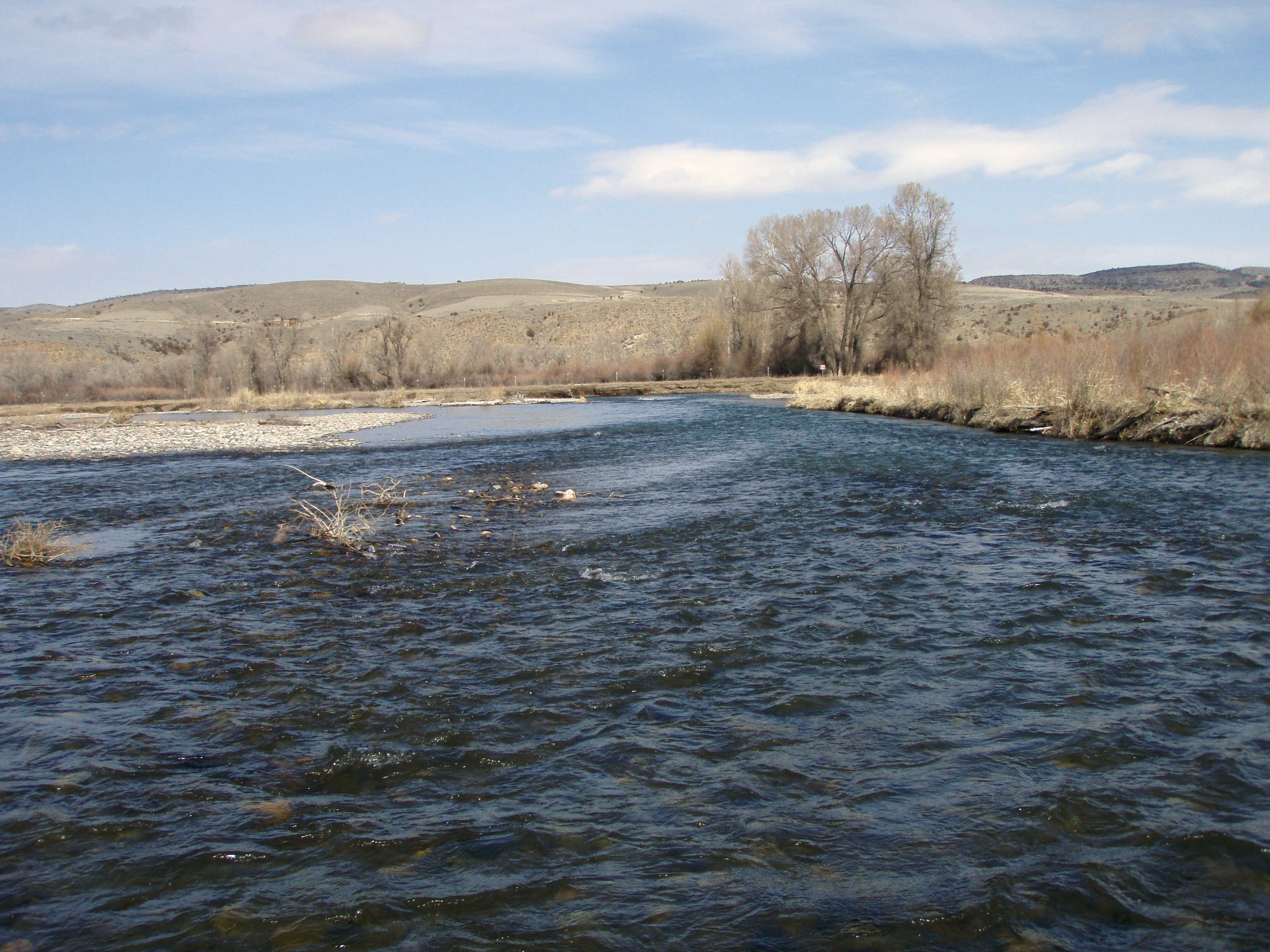
La rivière Gallatin, dans les environs de Manhattan

La ville de Manhattan est située dans le comté de Gallatin, dans l’État du Montana, aux États-Unis. Lors du recensement de 2010, elle comptait 1 520 habitants. Superficie totale : 1,6 km2 (0,6 mi2). Coordonnées géographiques : 45° 51′ 27″ N, 111° 19′ 52″ O.

## Source
- (en) Cet article est partiellement ou en totalité issu de l’article de Wikipédia en anglais intitulé « Manhattan, Montana » (voir la liste des auteurs).